# Identidade de Euler

A função exponencial natural e^{z} pode ser definida como o limite de (1 + z/N)^{N}, quando N tende ao infinito, e assim e^{iπ} é o limite de (1 + iπ/N)^{N}. Nesta animação N assume vários valores crescentes de 1 a 100. O cálculo de (1 + iπ/N)^{N} é mostrado como efeito combinado de N multiplicações repetidas no plano complexo, com o ponto final sendo o valor de (1 + iπ/N)^{N}. Pode ser visto que quando N cresce (1 + iπ/N)^{N} aproxima o limite −1.

Em matemática, a identidade de Euler é representada pela equação
{\displaystyle e^{i\pi }+1=0}.
Segundo Richard Feynman seria a identidade mais bela de toda a matemática. A equação aparece na obra de Leonhard Euler Introdução, publicada em Lausanne em 1748. Nesta equação,
e é a base do logaritmo natural, {\displaystyle i} é a unidade imaginária (número imaginário com a propriedade i² = -1), e {\displaystyle \pi } é a constante de Arquimedes pi (π, a razão entre o perímetro e o diâmetro de qualquer circunferência).
A beleza da equação é que ela relaciona cinco números fundamentais da matemática: e, pi, i, 0 e 1; e as operações base da matemática: adição, multiplicação e exponenciação.

## Demonstração da Identidade de Euler
A série de Taylor, de forma geral, é enunciada como,
{\displaystyle f(x)=\sum _{n=0}^{\infty }{f^{(n)}(a)(x-a)^{n} \over n!}}.
Quando aplicamos a série para a função exponencial, nós encontramos que,
{\displaystyle e^{x}=e^{a}(x-a)^{0}+e^{a}{(x-a)^{1} \over 1!}+e^{a}{(x-a)^{2} \over 2!}+...}
para a série centrada no ponto {\displaystyle a=0},
{\displaystyle e^{x}=\sum _{n=0}^{\infty }{x^{n} \over n!}}.
Esta função exponencial complexa tem as mesmas propriedades que a função exponencial real. Disso concluímos que {\displaystyle e^{z_{1}+z_{2}}=e^{z_{1}}.e^{z_{2}}} e se fizermos {\displaystyle z=iy} onde {\displaystyle y} é um número real, obteremos:{\displaystyle e^{iy}=1+iy+\left({\frac {(iy)^{2}}{2!}}\right)+\left({\frac {(iy)^{3}}{3!}}\right)+\left({\frac {(iy)^{4}}{4!}}\right)+\left({\frac {(iy)^{5}}{5!}}\right)\cdots =1+iy-\left({\frac {y^{2}}{2!}}\right)-i\left({\frac {y^{3}}{3!}}\right)+\left({\frac {y^{4}}{4!}}\right)+i\left({\frac {y^{5}}{5!}}\right)\cdots }
{\displaystyle =1-\left({\frac {y^{2}}{2!}}\right)+\left({\frac {y^{4}}{4!}}\right)-\left({\frac {y^{6}}{6!}}\right)\cdots +i[y-\left({\frac {y^{3}}{3!}}\right)+\left({\frac {y^{5}}{5!}}\right)\cdots ]}
{\displaystyle =\sum _{n=0}^{\infty }{(-1)^{n}y^{2n} \over (2n)!}+i\sum _{n=0}^{\infty }{(-1)^{n}y^{2n+1} \over (2n+1)!}},
as duas séries são as famosas séries das funções {\displaystyle cos(y)} e {\displaystyle sen(y)}, respectivamente. Portanto, vemos que a função exponencial com argumento complexo será
{\displaystyle e^{iy}=cos(y)+i\,sen(y)}.
aplicando para {\displaystyle y=\pi }
{\displaystyle e^{i\pi }=-1\,\,\,\rightarrow \,\,\,e^{i\pi }+1=0}

## Bibliografa
- Conway, John H.; Guy, Richard K. (1996), The Book of Numbers, Springer ISBN 978-0-387-97993-9
- Crease, Robert P. (10 May 2004), "The greatest equations ever", Physics World
- Dunham, William (1999), Euler: The Master of Us All, Mathematical Association of America ISBN 978-0-88385-328-3
- Euler, Leonhard (1922), Leonhardi Euleri opera omnia. 1, Opera mathematica. Volumen VIII, Leonhardi Euleri introductio in analysin infinitorum. Tomus primus, Leipzig: B. G. Teubneri
- Kasner, E.; Newman, J. (1940), Mathematics and the Imagination, Simon & Schuster
- Maor, Eli (1998), e: The Story of a number, Princeton University Press ISBN 0-691-05854-7
- Nahin, Paul J. (2006), Dr. Euler's Fabulous Formula: Cures Many Mathematical Ills, Princeton University Press ISBN 978-0-691-11822-2
- Paulos, John Allen (1992), Beyond Numeracy: An Uncommon Dictionary of Mathematics, Penguin Books ISBN 0-14-014574-5
- Reid, Constance (várias edições), From Zero to Infinity, Mathematical Association of America
- Sandifer, C. Edward (2007), Euler's Greatest Hits, Mathematical Association of America ISBN 978-0-88385-563-8
- Stipp, David (2017), A Most Elegant Equation: Euler's formula and the beauty of mathematics, Basic Books
- Wells, David (1990). «Are these the most beautiful?». The Mathematical Intelligencer. 12 (3): 37–41. doi:10.1007/BF03024015
- Wilson, Robin (2018), Euler's Pioneering Equation: The most beautiful theorem in mathematics, Oxford University Press
- Zeki, S.; Romaya, J. P.; Benincasa, D. M. T.; Atiyah, M. F. (2014), «The experience of mathematical beauty and its neural correlates», Frontiers in Human Neuroscience, 8, PMC 3923150, PMID 24592230, doi:10.3389/fnhum.2014.00068